# Cazuza
Agenor de Miranda Araújo Neto OMC (Rio de Janeiro, 4 de abril de 1958 – Rio de Janeiro, 7 de julho de 1990), mais conhecido como Cazuza, foi um cantor, compositor e músico brasileiro. Além do reconhecimento por sua aclamada carreira musical, tornou-se um símbolo da luta contra a síndrome da imunodeficiência adquirida (AIDS), que o acometeu e causou sua morte em 1990. Inicialmente conhecido como vocalista e principal letrista da banda Barão Vermelho, na qual fez bem-sucedida parceria com Frejat, posteriormente seguiu carreira solo, sendo aclamado pela crítica como um dos principais poetas da música brasileira.
Exagerado, primeiro álbum do artista fora do Barão Vermelho, foi lançado em novembro de 1985. Dois anos depois, em 1987, Cazuza lançou Só Se For a Dois. Entre 1988 e 1989, o cantor lançou outros dois álbuns, O Tempo Não Para (1988) e Burguesia (1989) — este último gravado por Cazuza já debilitado, em decorrência do vírus HIV, descoberto dois anos antes. Em 1989, revelou ser soropositivo, termo usado para descrever a presença do vírus HIV, causador da AIDS. Nos últimos períodos em vida, Cazuza fez um segundo tratamento em Boston e retornou ao Rio de Janeiro. Morreu em 1990, aos 32 anos, no seu apartamento em Ipanema. Também ficou conhecido por ser rebelde, boêmio e polêmico, tendo assumido em entrevistas sua bissexualidade.

## Biografia
Filho da filantropa Lucinha Araújo (n. 1936) e do produtor musical João Araújo (1935–2013), Cazuza recebeu o apelido mesmo antes do nascimento. Foi registrado como Agenor por insistência de sua avó paterna. Na infância, Cazuza nem sequer sabia seu nome verdadeiro, por isso não respondia à chamada na escola. Só mais tarde, quando descobriu que um de seus compositores prediletos, Cartola, também se chamava Agenor (oficialmente Angenor, por um erro do cartório), começou a aceitar o nome.
Cazuza sempre teve contato com a música. Influenciado desde pequeno pelos grandes nomes da música brasileira, tinha preferência pelas canções dramáticas e melancólicas, como as de Cartola, Dolores Duran, Lupicínio Rodrigues, Noel Rosa, Maysa e Dalva de Oliveira. Era também grande fã da roqueira Rita Lee, para quem chegou a compor a letra da canção "Perto do fogo", que Rita musicou. Cazuza cresceu no bairro do Leblon e estudou no Colégio Santo Inácio, até mudar para o Colégio Anglo-Americano, para evitar reprovação. Como os pais às vezes saíam à noite, o filho único ficava na companhia da avó materna, Alice. Por volta de 1965 começou a escrever letras e poemas, que mostrava à avó. Graças ao ambiente profissional do pai, Cazuza cresceu em volta dos maiores nomes da música popular brasileira, como Caetano Veloso, Elis Regina, Gal Costa, Gilberto Gil, João Gilberto, Novos Baianos, entre outros. A mãe, Lucinha Araújo, também cantava e gravou três discos.
Em 1972, de férias em Londres, Cazuza conheceu as canções de Janis Joplin, Led Zeppelin e Rolling Stones, dos quais tornou-se um grande fã. Por causa da promessa do pai, que disse que lhe presentearia com um carro caso ele passasse no vestibular, Cazuza foi aprovado em Comunicação em 1976, mas desistiu do curso três semanas depois. Mais tarde começou a frequentar o Baixo Leblon, onde levou uma vida boêmia, bebendo, fumando e se relacionando sexualmente com homens e mulheres. Para evitar que o filho continuasse a manter uma atitude rebelde perante a vida, João Araújo criou um emprego para ele na gravadora Som Livre, da qual foi fundador e presidente. Na Som Livre, Cazuza trabalhou no departamento artístico, onde fez triagem de fitas de novos cantores. Logo depois trabalhou na assessoria de imprensa, onde escreveu releases para divulgar os artistas. No final de 1979 fez um curso de fotografia na Universidade da Califórnia, em Berkeley, nos Estados Unidos. Lá, descobriu a literatura da geração beat, os chamados poetas malditos, que mais tarde teria grande influência na carreira. Em 1980 retornou ao Rio de Janeiro, onde ingressou no grupo teatral Asdrúbal Trouxe o Trombone, no Circo Voador. Foi nessa época que Cazuza cantou em público pela primeira vez. O cantor e compositor Leo Jaime, convidado para integrar uma nova banda de rock de garagem que se formava no bairro carioca do Rio Comprido, não aceitou, mas, indicou Cazuza aos vocais. Daqueles ensaios na casa do tecladista Maurício Barros, nasceu o Barão Vermelho.

## Carreira

### 1981–85: Barão Vermelho
A banda Barão Vermelho, que até então foi formada por Roberto Frejat (guitarra), Dé Palmeira (baixo), Maurício Barros (teclado) e Guto Goffi (bateria), gostou muito do vocal berrado de Cazuza. Em seguida, Cazuza mostrou à banda letras que havia escrito e passa a compor com Roberto Frejat, formando uma das duplas mais festejadas do rock brasileiro. Dali para frente, a banda que antes só tocava covers passa a criar um repertório próprio. Após ouvir uma fita demo da banda, o produtor Ezequiel Neves convenceu o diretor artístico da Som Livre, Guto Graça Mello, a gravar a banda. Juntos convencem o relutante João Araújo a apostar no Barão.
Com uma produção barata e gravado em apenas dois dias, é lançado em 1982 o primeiro álbum da banda, Barão Vermelho. Das canções mais importantes, destacam-se "Bilhetinho Azul", "Ponto Fraco", "Down Em Mim" e "Todo Amor Que Houver Nessa Vida". Apesar de ser aclamado pela crítica, o disco vendeu apenas sete mil cópias. Depois de alguns shows no Rio de Janeiro e em São Paulo, a banda voltou ao estúdio e com uma melhor produção gravou o disco Barão Vermelho 2, lançado em 1983. Esse disco vendeu 15 mil cópias. Foi nessa fase que, durante um show no Canecão, Caetano Veloso apontou Cazuza como o maior poeta da geração e criticou as rádios por não tocarem a banda. Na época as rádios só tocavam pop brasileiro e MPB. O rótulo de "banda maldita" só abandonou o Barão Vermelho quando o cantor Ney Matogrosso gravou "Pro Dia Nascer Feliz". Era o empurrão que faltava, e a banda ganhou vida pública própria.

#### 1984–85:Maior Abandonadoe Rock in Rio
A banda foi convidada a compor e gravar o tema do filme Bete Balanço. A canção-título tornou-se um dos grandes clássicos da banda, impulsionando o filme que vira sucesso de bilheteria. A canção também impulsionou as vendas do terceiro disco do Barão, Maior Abandonado, lançado em outubro de 1984, que conquistou disco de ouro, registrando outras composições como "Maior Abandonado" e "Por Que a Gente é Assim?". Em 15 e 20 de janeiro de 1985, o Barão Vermelho se apresentou na primeira edição do Rock in Rio. A apresentação da banda no quinto dia tornou-se antológica por coincidir com a eleição do presidente Tancredo Neves e com o fim da Ditadura Militar. Cazuza anunciou esse fato ao público presente e para comemorar, cantou "Pro Dia Nascer Feliz".
Cazuza deixou a banda a fim de ter liberdade para compor e se expressar, musical e poeticamente. Em julho de 1985, durante os ensaios do quarto álbum, Cazuza deixou o Barão Vermelho para seguir carreira solo. Suspeita-se que nesse mesmo ano ele começou a ter febre diariamente, indícios da AIDS que se agravaria anos depois. Ezequiel Neves, que trabalhou com o Barão, dividiu-se entre a banda e a carreira solo de Cazuza. "Fui 'salomônico'", declarou em entrevista ao Jornal do Commercio, em 2007, quando Cazuza completaria 49 anos.

### 1985–90: Carreira solo

#### 1985–87:ExageradoeSó Se For a Dois
Em outubro de 1985, foi internado para ser tratado por uma pneumonia. Cazuza exigiu fazer um teste de HIV, do qual o resultado foi negativo. Em novembro de 1985, foi lançado o primeiro álbum solo, Exagerado. "Exagerado", a faixa-título composta em parceria com Leoni, se torna um dos maiores sucessos e marca registrada do cantor. A canção "Só As Mães São Felizes" foi vetada pela censura. Gravou o segundo álbum no segundo semestre de 1986; como a Som Livre rompeu com seu elenco de artistas, Só Se For A Dois foi lançado pela PolyGram (agora Universal Music Group) em 1987. Logo depois, a PolyGram contratou Cazuza. Só se For a Dois mostrou temas românticos como "Só se For a Dois", "O Nosso Amor a Gente Inventa", "Solidão Que Nada" e "Ritual".

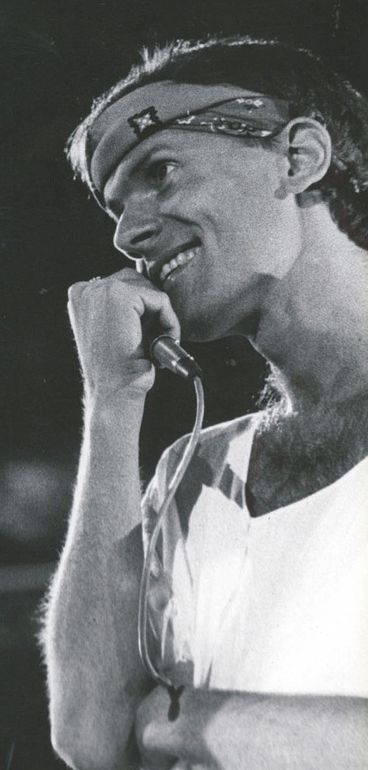
Cazuza, durante o show O Tempo Não Para, em 1988.

#### 1987–89:IdeologiaeO Tempo Não Para
A AIDS se manifestou em 1987; Cazuza foi internado com pneumonia, e um novo teste revelou que o cantor era portador do vírus HIV. Em outubro, Cazuza foi internado na Clínica São Vicente, no Rio de Janeiro, para ser tratado por uma nova pneumonia. Em seguida, ele foi levado pelos pais aos Estados Unidos. Lá, foi submetido a um tratamento a base de AZT durante dois meses no New England Hospital, de Boston. Ao voltar ao Brasil no começo de dezembro de 1987, Cazuza inicia as gravações para um novo disco. Ideologia, de 1988, inclui os hits "Ideologia", "Brasil" e "Faz Parte Do Meu Show". "Brasil", em versão de Gal Costa foi tema de abertura da telenovela Vale Tudo, da Rede Globo e ganhou o Prêmio Sharp por melhor música do ano e melhor composição pop-rock do ano (Cazuza, George Israel e Nilo Romero).
Os shows se tornam mais elaborados e a turnê do disco Ideologia, dirigido por Ney Matogrosso, viajou por todo o Brasil. O Tempo Não Para, gravado no Canecão durante esta turnê, foi lançado em 1989. O disco se tornou o maior sucesso comercial superando a marca de 500 mil cópias vendidas. A faixa "O Tempo Não Para" tornou-se um de seus maiores sucessos. Também destacam-se "Todo Amor Que Houver Nessa Vida" com um novo arranjo mais introspectivo, "Codinome Beija-Flor" e "Faz Parte Do Meu Show". "O Tempo Não Para" também foi lançado em VHS pela Globo Filmes.

#### 1989–90:Burguesia
Em fevereiro de 1989, declarou publicamente que era soropositivo, ajudando assim a criar consciência em relação à doença e aos efeitos dela. Compareceu na cerimônia do Prêmio Sharp numa cadeira de rodas, e recebeu os prêmios de melhor canção para "Brasil" e de melhor álbum para Ideologia. Burguesia (1989) foi gravado com o cantor numa cadeira de rodas e com a voz nitidamente enfraquecida. É um álbum duplo de conceito dual, sendo o primeiro disco com canções de rock brasileiro e o segundo com canções de MPB. Burguesia foi o último disco gravado por Cazuza e vendeu 250 mil cópias. Cazuza recebeu o Prêmio Sharp póstumo de melhor canção com "Cobaias de Deus".

## Doença e morte
Em outubro de 1989, depois de quatro meses a base de um tratamento alternativo em São Paulo, Cazuza partiu novamente para Boston, onde ficou internado até março de 1990 voltando assim para o Rio de Janeiro. Na manhã do dia 7 de julho de 1990, Cazuza morreu no apartamento de seus pais, em Ipanema, aos 32 anos por um choque séptico causado pela AIDS. O enterro, que contou com mais de mil pessoas, entre parentes, amigos e fãs, ocorreu no cemitério de São João Batista, no Rio de Janeiro. Pela tarde, o caixão de Cazuza, coberto de flores e lacrado, foi levado à sepultura pelos ex-companheiros do Barão Vermelho e pelo amigo Ezequiel Neves ao som de aplausos e suas músicas cantadas em coro pelos presentes.
No tampo de mármore do túmulo, seu último grande sucesso, "O Tempo Não Para", consta como um epitáfio. Em sua lápide, nada além de sua assinatura com o famoso apelido. Em 30 de novembro de 2013, seu pai João Araújo, então presidente da Som Livre, morreu depois de uma parada cardíaca, aos 78 anos, e foi enterrado na mesmo lugar que o filho.

## Legado

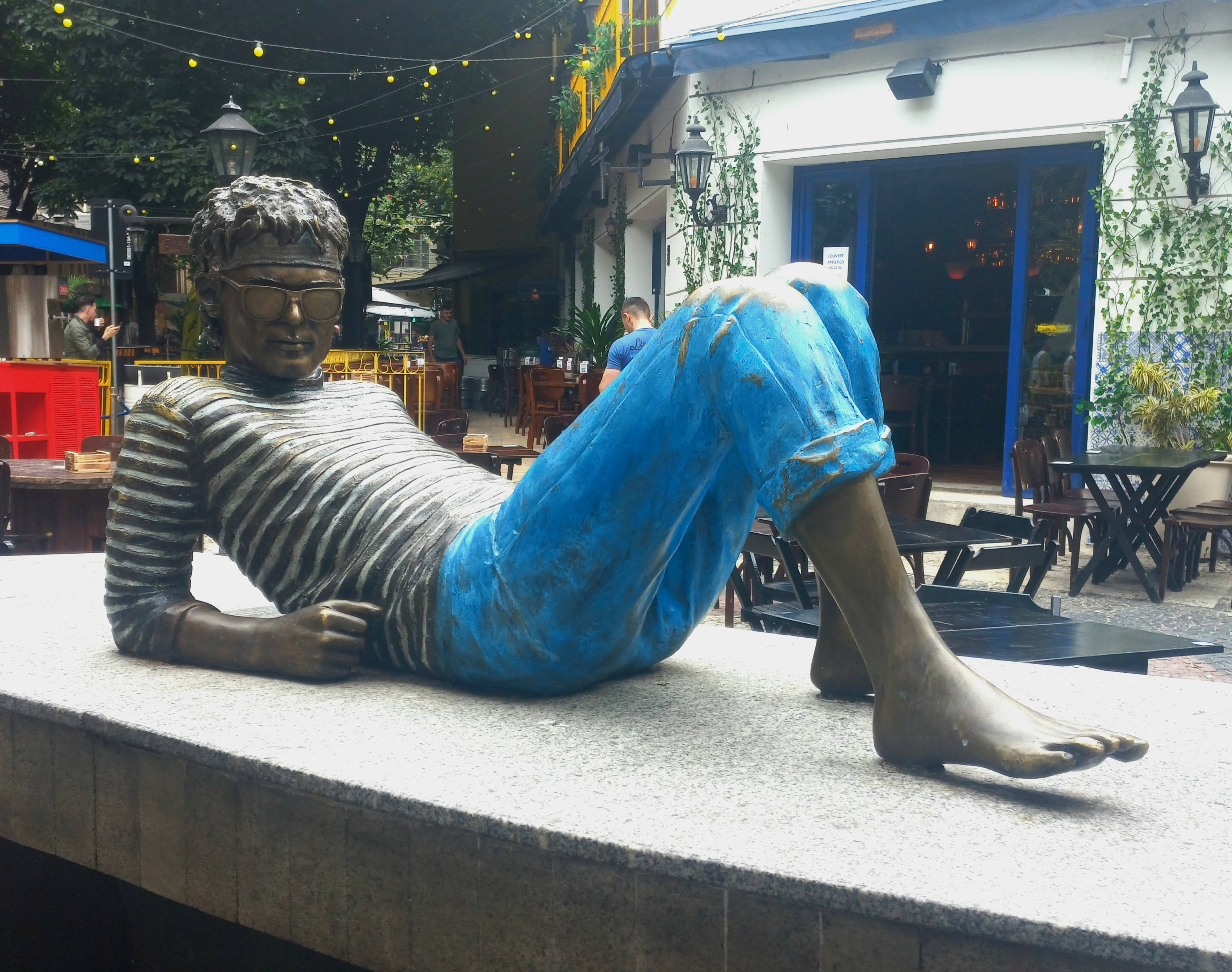
Estátua de Cazuza no Leblon, Rio de Janeiro.

O estilo, a habilidade vocal e a obra produzida por Cazuza tiveram um impacto significante na música popular brasileira. Isso deu-lhe o título de um dos maiores vocalistas masculinos de música contemporânea. Escrevendo para a coluna Combate Rock no UOL, o critico de música Marcelo Moreira escreveu que "Além da evidente qualidade de seus textos e letras, o que faz dele o melhor cantor do nosso rock era a irreverência e a capacidade de ironizar a todos, inclusive a si próprio". Completando que "Sua própria existência foi o maior legado que deixou, fazendo dele um símbolo daquele pulsante e necessário rock brasileiro dos anos 1980. De acordo com a revista Rolling Stone Brasil: "Cazuza vive na memória da música brasileira entre lendas sobre seu temperamento passional. Mas o que lhe garante a posteridade é a obra que transcendeu o universo do rock ao se aproximar da MPB com uma poesia sempre cortante no fio da navalha. Uma obra pautada por um desespero paradoxalmente esperançoso".
A cantora e jornalista Mona Gadelha escreveu que Cazuza “fez época com discursos de protesto contra as mazelas do Brasil da época, que são quase as mesmas”, compara. “Ele tinha muita personalidade e colocava isso nas letras, na escolha das temáticas. Cazuza acreditava muito no que escrevia, sem se preocupar em agradar. O rock, além de ser uma música, é um comportamento, uma postura crítica em relação ao mundo. Cazuza cumpriu essa função muito bem com o que escreveu”, avança. A artista chama atenção para a permanência de vários desses versos no linguajar popular do País. ‘Segredos de liquidificador’, ‘um museu de grandes novidades’, ‘o nosso amor a gente inventa’. "Isso, pra mim, é a verdadeira consagração popular, quando a obra transcende o tempo e adentra o cotidiano da língua". O cantor Frejat disse que "Cazuza promoveu uma revolução na música brasileira", por conseguir unir o rock brasileiro à MPB, já que antes dele havia forte resistência por parte da indústria a essa união.
Cazuza também é creditado por suas letras criticas e contundentes, que questionavam o sistema político brasileiro; Bruno Ribeiro do Portal do Partido Democrático Trabalhista comentou: "músicas como ‘O Tempo Não Para’ mostravam com suas letras a realidade de um país preconceituoso, problemático e, ao mesmo tempo, revolucionário. Nas entrelinhas, muitas vezes, a mensagem virava discurso". Francisco Fernandes Ladeira, do Observatório da Imprensa, descreveu-o como "O poeta do rock brasileiro" e louvou as canções “O Tempo Não Para”, “Brasil” e “Burguesia”, por "refletirem não apenas as angústias enfrentadas pelo cantor. Mas também de forma fidedigna como era o contexto brasileiro do final da década de 1980, período marcado por grande instabilidade política e econômica". Em outubro de 2008 a revista Rolling Stone promoveu a Lista dos Cem Maiores Artistas da Música Brasileira, cujo resultado colocou Cazuza na 34ª posição.
Em apenas dez anos de carreira, Cazuza deixou 126 canções gravadas, 78 inéditas e 34 para outros intérpretes. As canções de Cazuza já foram reinterpretadas pelos mais diversos artistas brasileiros dos mais diversos gêneros musicais. Em 1999, a Som Livre realizou o show Tributo a Cazuza, posteriormente lançando em CD e DVD, do qual participaram Ney Matogrosso, Barão Vermelho, Engenheiros do Hawaii, Kid Abelha, Zélia Duncan, Sandra de Sá, Arnaldo Antunes e Leoni. Em 2000, foi exibido no Rio de Janeiro e em São Paulo, o musical Casas de Cazuza, escrito e dirigido por Rodrigo Pitta, cuja história tem base nas canções de Cazuza. Em 2004, foi lançado o filme biográfico Cazuza - O Tempo Não Para, de Sandra Werneck. Após sua morte, os pais fundaram a Sociedade Viva Cazuza, em 1990. Ela tem como intenção proporcionar uma vida melhor a crianças soropositivas através de assistência à saúde, educação e lazer. Em 1997, a cantora Cássia Eller lançou o álbum Veneno AntiMonotonia, que traz somente composições de Cazuza. Foi o enredo da Camisa Verde e Branco, Escola de Samba de São Paulo, no Carnaval de 2025.

## Lançamentos póstumos
Em 1991, no mês em que Cazuza completaria 33 anos de idade, foi lançado o álbum Por Aí. Lançado pela PolyGram e produzido por Ezequiel Neves e João Rebouças, este foi o último disco de canções inéditas do cantor, contendo gravações que não constaram nos anteriores.
Em 2005, as gravações ao vivo no Teatro Ipanema em apresentações para divulgação do álbum Só Se For a Dois foram reunidas no álbum O Poeta Está Vivo - Ao Vivo no Teatro Ipanema 1987, publicado pela Som Livre e Universal Music Group. O repertório consiste nos sucessos da carreira de Cazuza até aquele momento, tanto junto ao Barão Vermelho quanto em sua carreira solo.
Em 2017, a coletânea Exagerado contou com a canção inédita "Dia dos Namorados", parceria do poeta com o guitarrista Perinho Santana. Originalmente gravada em 1987, o produtor Nilo Romero, que refez os arranjos para o lançamento, convidou o cantor Ney Matogrosso para fazer participação na música. Ney, que namorou com Cazuza no fim dos anos 70, já havia gravado composições de Cazuza, como "Pro Dia Nascer Feliz", "Por Que A Gente É Assim?" e "Poema", porém eles nunca tenham feito um dueto. Esta, apesar dos anos de diferença entre as gravações de um e outro, é o único registro dos dois cantores numa mesma faixa.
No dia 7 de julho de 2021, no dia em que a morte do cantor completou 31 anos, foi anunciado o lançamento de "Mina", a gravação inédita em parceria com George Israel e Nilo Romero, que já haviam composto a melodia para a música "Brasil". A música já havia sido gravada por Leo Jaime e pelo próprio George, mas a versão de Cazuza estava arquivada desde que esta ficou de fora do álbum Só Se For A Dois e só foi lançada 34 anos depois, no dia 9 de julho, nas plataformas digitais.
Ainda em 2021, através do YouTube, foi publicada uma apresentação musical de Cazuza intitulada Uma Prova de Amor, em que trabalhava as músicas do álbum O Tempo Não Pára - Ao Vivo. No registro vários intérpretes e personalidades aparecem. No palco aparecem pra cantar Gal Costa, Sandra de Sá, Simone e Frejat, onde cantam juntos pela primeira vez "Bete Balanço". Na plateia, Lucinha Araújo, mãe de Cazuza, Malu Mader, Cláudia Abreu e Marina Lima. Marina havia sido chamada por Cazuza inicialmente para cantar "Preciso Dizer Que Te Amo", num momento bastante irreverente. Mas Cazuza pediu carinhosamente que Marina apenas ouvisse a interpretação dele. Entre os músicos de apoio estavam Ricardo Palmeira, irmão de Dé Palmeira, então integrante do Barão Vermelho, e Nilo Romero, produtor musical da turnê e do álbum Ideologia.
No ano seguinte, em 4 de abril de 2022, uma versão estendida do álbum O Tempo Não Pára foi lançada em versões físicas e nas plataformas digitais com o nome de "O Tempo Não Para - O Show Completo". Nesta, constam 7 músicas que foram cortadas do original: "Completamente Blue", "Vida Fácil", "A Orelha de Eurídice", "Blues da Piedade", "Preciso Dizer que Te Amo", "Mal Nenhum" e "Brasil". Mixado por Walter Costa e remasterizado por Ricardo Garcia, o show foi gravado em 1988 no Rio de Janeiro.

## Discografia

### Com Barão Vermelho
| Ano  | Detalhes do álbum                                       | Certificações (vendas certificadas) |
| ---- | ------------------------------------------------------- | ----------------------------------- |
| 1982 | Barão Vermelho - Lançado: 1982 - Gravadora: Som Livre   | - ABPD - - Nenhum: + de 13 000      |
| 1983 | Barão Vermelho 2 - Lançado: 1983 - Gravadora: Som Livre | - ABPD - - Nenhum: + de 15 000      |
| 1984 | Maior Abandonado - Lançado: 1984 - Gravadora: Som Livre | - ABPD - - Ouro - + de 130 000      |

#### Singles
| Ano  | Single                            | Posições    | Álbum            |
| Ano  | Single                            | BRA Hot 100 | Álbum            |
| ---- | --------------------------------- | ----------- | ---------------- |
| 1982 | "Down Em Mim"                     | —           | Barão Vermelho   |
| 1982 | "Todo Amor Que Houver Nessa Vida" | 76          | Barão Vermelho   |
| 1983 | "Pro Dia Nascer Feliz"            | 1           | Barão Vermelho 2 |
| 1983 | "Menina Mimada"                   | —           | Barão Vermelho 2 |

### Carreira solo

#### Álbuns de estúdio
| Ano  | Detalhes do álbum                                                                         | Certificações (vendas certificadas)        |
| ---- | ----------------------------------------------------------------------------------------- | ------------------------------------------ |
| 1985 | Exagerado - Lançado: 1985 - Gravadora: Som Livre                                          | - ABPD - - Ouro: 100 000                   |
| 1987 | Só se For a Dois - Lançado: 1987 - Gravadora: Universal Music Group                       | - ABPD - - Platina: + de 250 000           |
| 1988 | Ideologia - Lançado: 1988                                                                 | - ABPD - - Diamante: + de 1 000 000        |
| 1989 | O Tempo Não Para - Lançado: 1989 - Gravadora: Universal Music Group                       | - ABPD - - Diamante + 3× Platina 1 800 000 |
| 1989 | Burguesia - Lançado: 1989 - Gravadora: Universal Music                                    | - ABPD - 3× Platina + Ouro: 850 000        |
| 1991 | Por Aí´... - Lançado: 1991 - Gravadora: Universal Music                                   | - ABPD - : - 2× Platina + Ouro: 600 000    |
| 2005 | O Poeta Está Vivo - Ao Vivo no Teatro Ipanema 1987 - Lançado: 2005 - Gravadora: Som Livre | - ABPD - - Platina: + de 250 000           |

| Obs: |
| --- |
| A vendagem de álbuns de Cazuza praticamente dobrou após a sua morte, chegando a um total de 5 milhões de discos em seus 9 anos de carreira; Ideologia e O Tempo Não Pára chegaram à marca de 1 milhão de discos vendidos após a morte do cantor no ano de 1990. |

## Filmografia
Com o Barão Vermelho
- 2007 - Barão Vermelho ao Vivo (CD e DVD)

Carreira solo
- 1988 - Ideologia (VHS)
- 1989 - O Tempo Não Para (VHS)
- 2008 - Pra Sempre Cazuza (DVD)

##### Cinema
- 1984 - Bete Balanço (participação especial)
- 1987 - Um Trem para as Estrelas (participação especial)
- 2001 - Cazuza: Sonho de Uma Noite no Leblon (documentário)
- 2004 - Cazuza: O Tempo Não Para (biográfico)
- 2025 - Cazuza: Boas Novas (documentário)

##### Televisão
- 1989 - Cazuza: Uma Prova de Amor
- 2009 - Por Toda Minha Vida: Cazuza

## Prêmios e indicações

### Prêmio da Música Brasileira[31]
| Ano  | Categoria                                    | Indicação                  | Resultado |
| ---- | -------------------------------------------- | -------------------------- | --------- |
| 1988 | Melhor cantor de Pop/Rock/Reggae/Hiphop/Funk |                            | Venceu    |
| 1988 | Música de pop/rock                           | “Preciso Dizer Que Te Amo” | Venceu    |
| 1989 | Disco de pop/rock                            | Ideologia                  | Venceu    |
| 1989 | Música de pop/rock                           | "Faz Parte do Meu Show"    | Indicado  |
| 1989 | Música de pop/rock                           | "Ideologia"                | Indicado  |
| 1989 | Música do ano                                | "Faz Parte do Meu Show"    | Indicado  |
| 1990 | Disco de pop/rock                            | Burguesia                  | Indicado  |
| 1990 | Música de pop/rock                           | “Cobaia de Deus”           | Venceu    |